# Hylopetes spadiceus
Lo scoiattolo volante dalle guance rosse (Hylopetes spadiceus Blyth, 1847) è uno scoiattolo volante originario del Sud-est asiatico.

## Tassonomia
Attualmente, gli studiosi riconoscono due sottospecie di scoiattolo volante dalle guance rosse:
- H. s. spadiceus Blyth, 1847 (Myanmar, Thailandia, Vietnam meridionale, Sumatra e Malaysia);
- H. s. caroli Gyldenstolpe, 1920 (Borneo orientale).

## Descrizione
Il corpo dello scoiattolo volante dalle guance rosse misura 15,7-18,4 cm di lunghezza e la coda è lunga 15,2-16,6 cm. Le regioni superiori sono nerastre o di colore grigio-bruno scuro con alcune zone color ruggine, in special modo lungo la linea mediana; le regioni inferiori sono bianche, con una leggera tonalità arancione e peli dalla base grigia. Il patagio è nerastro, con una sottile linea bianca sul margine. La coda è scura, leggermente bruno-arancio, con un folto sottopelo; la base è arancione. Le chiazze arancio sulle guance spiccano nettamente sul grigio della faccia. Nel cranio, le bolle timpaniche sono relativamente grandi.

## Distribuzione e habitat
Lo scoiattolo volante dalle guance rosse vive nelle foreste pluviali di Myanmar, Thailandia, Laos meridionale, Vietnam meridionale, Cambogia, penisola malese e Singapore, nonché a Sumatra e nel Borneo.

## Biologia
Lo scoiattolo volante dalle guance rosse ha abitudini notturne; le cavità in cui nidifica, dall'apertura di circa 3,2 cm, sono state trovate a 0,3-3,3 m dal suolo. Occupa una vasta gamma di foreste, ma generalmente è più abbondante in quelle d'alto fusto che in quelle degradate.

## Conservazione
L'habitat di questo animale è andato in gran parte perduto a causa della deforestazione per la raccolta di legname, degli incendi e della conversione della foresta in terreni agricoli, ma fortunatamente è presente anche in numerose aree protette. La IUCN lo classifica tra le specie a rischio minimo.